# DJ LK da Escócia
Sérgio Lucas, mais conhecido como DJ LK da Escócia, é um DJ brasileiro que ganhou notoriedade em 2022 pelo hit "Tubarão Te Amo". Até novembro, a canção já havia sido usada em 500 mil vídeos no TikTok e tinha 30 milhões de audições no Spotify e no YouTube. Entrou no top 10 entre as mais tocadas do Spotify Brasil e alcançou o terceiro lugar na lista das 50 canções virais dos Estados Unidos. A canção foi certificada com disco de diamante triplo pela Pro-Música Brasil.

## Biografia
É filho do funkeiro MC Créu, que também é seu empresário. Começou a tocar no Baile da Escócia em Campo Grande, de onde tirou seu nome artístico.